# Josef Hugo Dischner
Josef Hugo Dischner (München, 31 januari 1902 -1989) was korte tijd kampcommandant van het kamp Westerbork.

## Geschiedenis
Dischner werd in 1932 lid van de NSDAP en de SS. In 1933 ging hij voor de SS werken. Van 1934 tot 1936 was hij lid van de persoonlijke staf van Heinrich Himmler. Na de verovering van Polen werkte hij van 1940 tot 1943 voor het Duitse bestuur van het Generaal-gouvernement, het deel van Polen dat niet door Duitsland was geannexeerd. Dischner was een SS-Obersturmführer en verving op 1 september 1942 Erich Deppner als kampcommandant. Dischner was een commandant die bekendstond om z'n ruwe aanpak en vaak onder invloed was van alcoholische dranken. Dischner bleef niet lang op z'n post zitten en werd al op 9 oktober 1942 vervangen door Polizei-Inspektor Bohrmann, die op zijn beurt weer drie dagen later door Albert Konrad Gemmeker werd vervangen. Dischner werd weer naar Lemberg teruggestuurd, waar hij in de periode voor Westerbork al werkte. Vanaf maart 1944 vocht Dischner voor de Waffen-SS.